# プラウトの仮説
プラウトの仮説(Prout's hypothesis)は19世紀初頭に出た、原子の内部構造に関する仮説であり、また様々な化学元素の存在を説明しようとするものであった。
1815年と1816年にイギリスの化学者ウィリアム・プラウトは、その時知られていた元素の測定した原子量がすべて水素の原子量の倍数であるようだという内容の2つの論文を発表した。そして彼は水素原子が唯一真の基本的な物体であるという仮説をたて、それをプロタイル(protyle)と呼んだ。そして他の元素の原子は実際には様々な数の水素原子が集まったものと考えた。
プラウトの仮説はアーネスト・ラザフォードに影響を与えた。彼はアルファ粒子を用いて窒素原子から水素原子核を「ノッキング」するのに成功し、おそらくすべての元素の核がそのような粒子（水素核）でできていると結論付けた。また、1920年にはプラウトが作った単語である"protyle"の語幹に粒子を表す接尾辞の"-on"をつけprotonと名付けることを提案した。
プラウトの仮説と、そのとき知られていた、水素の整数倍から離れた値をとるいくつかの原子量の変化との矛盾は、同位体と中性子の発見によって1913年から1932年の間に説明された。フランシス・アストンの全核子則によると、プラウトの仮説は個々の同位体の原子質量に対しては誤差1%以下で正しいものである。

## 影響
プラウトの仮説は1820年代を通して化学に影響を与え続けた。しかし、1828年のイェンス・ヤコブ・ベルセリウスや1832年のエドワード・ターナーによって集められたより精緻な測定結果は、この仮説を反証した:682-683。特に、水素の35.45倍である塩素の原子量は、プラウトの仮説では説明することができなかった。基本単位が水素原子の半分であるというアドホックな主張も出てきたが、さらに矛盾が生じることとなった。これにより、水素原子の4分の1が共通単位であるという仮説が得られた。これらの説は間違っていることが判明したが、原子量のさらなる測定を促し、化学にとって大きな利益をもたらした。
原子量の矛盾は、1919年までは同じ元素の複数の同位体が自然発生した結果であると疑われていた。フランシス・アストンは質量分析法を用いて多数の元素に対する複数の安定同位体を発見した。1919年、アストンはネオンを十分な分解能で研究し、2つの同位体の質量が整数値の20と22と非常に近く、どちらもネオン気体の既知のモル質量（20.2）と等しくないことを示した。
1925年まで問題とされた塩素は同位体Cl-35とCl-37で構成されており、天然塩素の平均重量は水素の約35.45倍になっている。すべての元素について、質量Aの個々の同位体（核種）は最終的に、水素原子の質量のA倍に非常に近い質量を有し、誤差は常に1％未満であることが判明した。これはプラウトの法則が正しいということへもう一歩である点である。しかしながらその法則はこれよりもすべての同位体についてよく同位体質量を予測することはできなかった。原子が構成されるときに、原子核における結合エネルギーの放出に起因する質量欠陥が主にあるからである。
すべての元素は、水素からより高い元素への核融合による生成物であるが、現在では原子はプロトン（水素核）と中性子の両方からなると理解される。プラウトの規則の現代版は、プロトン数（原子番号）Zと中性子数Nの同位体の原子質量は、それを構成する陽子と中性子の質量の和から核結合エネルギーの質量(質量欠損)を差し引いたものに等しいというものである。アストンによって提案された全核子数の法則によると、同位体の質量はおおまかにではあるが、遠からずその質量数 A = Z + N 倍の原子質量単位に結合エネルギーの不一致を足し引きし、「陽子、中性子、水素原子の質量」の現代近似である原子質量単位である。例えば鉄56(最も高い結合エネルギーを持つ)は56個の水素原子の約99.1%の質量にすぎない。失われた0.9%の質量は、星の内部で鉄の核が水素から作られた際に失われたエネルギーを表す（参照：恒星内元素合成)。

## 文学的言及
アーサー・コナン・ドイルの1891年の小説The Doings of Raffles Hawで、灰白質に達するまで原子番号を減らすことで元素を他の元素に変えることが述べられている。
ヴァシリー・グロスマンの1959年の小説 Life and Fate（人生と運命）では、主人公の物理学者ビクトル・シュトルムが、彼自身の論文を定式化できないことについて悩みながら、水素が他の元素の起源であるというプラウトの仮説(そしてプラウトの誤ったデータが本質的に正しい結論に導かれたという確かな事実)を考察している。

## 他の文献
- Gladstone, Samuel (1947). “William Prout (1785-1850)”. Journal of Chemical Education 24 (10):  478–481. Bibcode: 1947JChEd..24..478G. doi:10.1021/ed024p478.
- Benfey, O. Theodore (1952). “Prout's Hypothesis”. Journal of Chemical Education 29 (2):  78–81. Bibcode: 1952JChEd..29...78B. doi:10.1021/ed029p78.
- Siegfried, Robert (1956). “The Chemical Basis for Prout's Hypothesis”. Journal of Chemical Education 33 (6):  263–266. Bibcode: 1956JChEd..33..263S. doi:10.1021/ed033p263.